# Delaila Amega
Delaila Amega (Heerhugowaard, 1997. szeptember 21. –) világbajnok holland válogatott kézilabdázó, a német Borussia Dortmund játékosa.

## Pályafutása

### Klubcsapatban
Delaila Amega hazájában kezdte pályafutását a Handballvereniging kézilabdakadémiáján. Ezt követően játszott a Westfriesland, majd 2014-től a Virto csapatában. A 2016-2017-es szezont megelőzően Németországba szerződött, a TuS Metzingen csapatába. A 2020-2021-es idény előtt a Borussia Dortmund szerződtette.

### A válogatottban
Amega a holland ifjúsági és junior válogatottnak is tagja volt. 2013-ban U17-es Európa-bajnokságon, 2014-ben U18-as világbajnokságon vett részt a korosztályos csapatokkal. 2017. szeptember 27-én mutatkozott be a holland válogatottban. Első felnőtt világversenye a 2018-as Európa-bajnokság volt. 2019-ben világbajnoki címet nyert a nemzeti csapattal, a Japánban rendezett torna döntőjében Spanyolországot győzték le 30–29-re.